# Pinacodera limbata
Pinacodera limbata är en skalbaggsart som beskrevs av Pierre François Marie Auguste Dejean. Pinacodera limbata ingår i släktet Pinacodera och familjen jordlöpare. Inga underarter finns listade i Catalogue of Life.